# Parque Nacional Rishiri-Rebun-Sarobetsu
O Parque Nacional Rishiri-Rebun-Sarobetsu é um parque nacional japonês, localizado na prefeitura de Hokkaido. Extendendo-se por 24 166 hectares, foi designado parque nacional em 20 de setembro de 1974.